# ملكي (صيدا)
كفرملكي  هي إحدى القرى اللبنانية من قرى قضاء صيدا في محافظة الجنوب.